# مطباخ بطيء
المِطباخ البطيء أو الطبَّاخ البطيء (بالإنجليزية: Slow cooker)‏ هو جهاز طهي كهربائي يستخدم في الغلي بدرجة حرارة أقل من طرق الطهي الأخريات مثل مثل الخبز والسلق والقلي. يسهل المطباخُ الطهيَ غير المراقب لساعات عديدة من الأطباق.